# Колтон Гарріс-Мур
Колтон Гарріс-Мур (англ. Colton Harris-Moore; нар. 22 березня 1991) — американський злочинець, який ще підлітком скоїв десятки крадіжок у США і Канаді і протягом декількох років уникав від правосуддя за допомогою викрадених машин і літаків. Зухвалість злочинця зажила йому неабиякого розголосу у пресі, де його прозвали «босоногим бандитом» за звичку залишати відбитки босих ніг на місці злочину. У соціальних мережах США постать невловимого бандита-підлітка набула культового статусу. У липні 2010 року Колтона Гарріса-Мура було затримано на Багамських островах і екстрадовано до США, де його було засуджено до багаторічного ув'язнення.

## Біографія

### Ранні роки життя
Колтон Гарріс-Мур народився в родині неодружених батьків Пем Колер і Гордона Мура на острові Камано, штату Вашингтон. На думку сусідів хлопець ріс у надзвичайно несприятливій родині, батько вживав наркотики, матір часто випивала і не дбала про дитину. Вже у семирічному віці хлопець почав часто залишати дім, днями жив на самоті у лісі, займався дрібними крадіжками їжі і ночував у дачних будинках сусідів. Перше затримання за крадіжку сталося, коли Колтону виповнилося 12 років. Через рік його визнали винним ще у трьох крадіжках, за які він відсидів близько місяця у місцевій в'язниці та мусив виплатити штраф. У 15-річному віці хлопця вже звинувачували у крадіжках на суму більш ніж декілька тисяч доларів і поліція доклала значних зусиль щоб зловити підлітка.  У 2006 році поліція знайшла значну кількість вкрадених речей біля будинку його матері, з яких стало зрозуміло, що Колтон вже займався серйозною злочинною діяльністю: грабував будинки і машини, крав електроніку а також кредитні картки, за допомогою яких він купував через інтернет обладнання для кемпінгу і комп'ютерні прилади. У лютому 2007 року поліція нарешті оточила будинок де переховувався Колтон і за допомогою матері умовила його здатися. Коли Гаррісу-Муру виповнилося 16 років, з урахуванням поперередніх судимостей він отримав три роки тюрми. Повний термін ув'язнення Колтон не відсидів, оскільки за добру поведінку його перевели до тюрми з мінімальним рівнем безпеки, звідки він втік у квітні 2008 року.

### Кримінальна діяльність
Після втечі з тюрми Колтон Гарріс-Мур повернувся до рідного містечка, де продовжив грабувати будинки і авта. Майже кожна родина містечка в той чи інший спосіб постраждала від крадіжок Колтона. Незважаючи на значні зусилля поліції і використання спеціально тренованих собак, знайти молодого злочинця який жив у лісі було дуже тяжко. З часом поведінка підлітка стала дедалі зухвалішою — він не тільки почав грабувати магазини в сусідніх містечках, але й залишав певні позначки для поліції. Оскільки його вже прозвали «босоногим бандитом» через те, що на відео він часто грабував магазини босоніж, Колтон також почав залишати зображення босих ніг та різні написи для поліції. Також молодий злочинець вже мав неабиякий досвід у кримінальній діяльності, грабував магазини, банки, приватні будинки, машини у багатьох місцевостях штату Вашингтон, а також у сусідній канадській провінції Британська Колумбія.
До того часу Колтон вже неодноразово викрадав автомашини, тікав від поліції з одного острова на інший за допомогою човнів та катерів, але у 2008 році він вперше викрав літак на якому пролетів близько 600 км і впав на індіанській резервації. Керувати літаком Гарріс-Мур навчився самотужки з книжок та відео, які він замовив через інтернет. Викрадаючи літаки Колтон так і не навчився як правильно їх садити і як правило розбивав їх при приземленні, хоча сам кожен раз залишався непошкодженим. Оскільки збитки від крадіжок та розбитих літаків вже нараховували півтора мільйона доларів та скоювалися у декількох штатах та в Канаді до розслідування підключилися ФБР та Канадська кінна поліція. Тим часом Колтон Гарріс-Мур продовжував грабувати будинки, авто, коштовні яхти та викрадати літаки вже в декількох штатах: в Міссурі, Іллінойсі, Небраска, Айова та інших.

### Затримання і суд

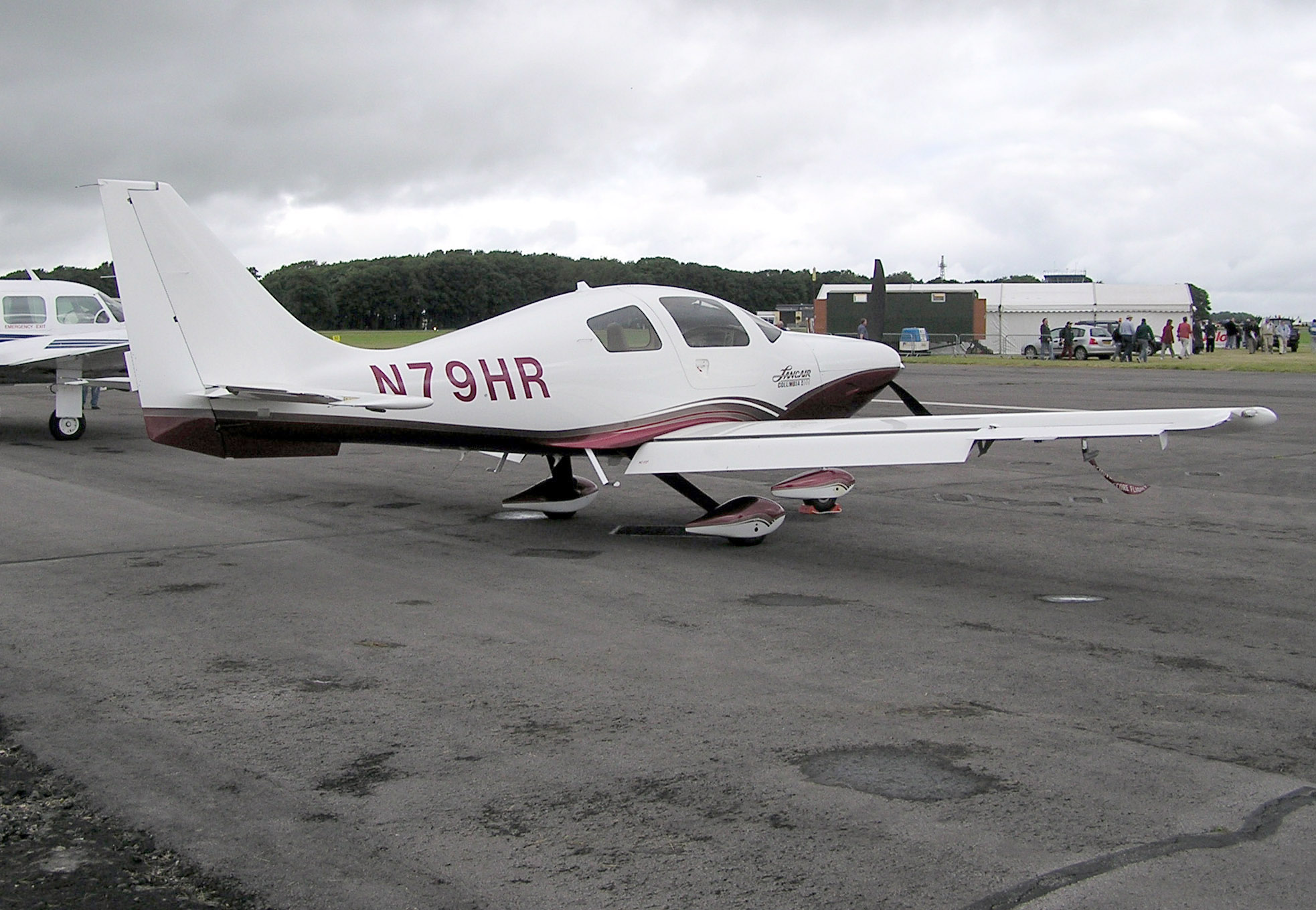
Cessna/Columbia 400 зразок останнього літака, який викрав «босоногий бандит»

4 липня 2010 року «босоногий бандит» викрав літак Сессна зі штату Індіана і полетів на південь до Багамських островів. На островах Колтон Гарріс-Мур продовжував красти із барів і машин, аж поки не вирішив викрасти човен щоб продовжити втечу від поліції. Однак багамська поліція почала переслідувати Колтона по морю і з рушниці вивели з ладу двигуни човна і босоногого бандита було арештовано 11 липня 2010 року. Гарріс-Мур повністю визнав себе винним по всім пунктам звинувачення на Багамських островах і його було екстрадовано до США. За постановою суду Колтон був переведений до штату Вашингтон, де він скоїв більшість своїх злочинів і де він має предстати перед судом.
Після екстрадиції до штату Вашінгтон, Колтон Гарріс-Мур повністю визнав свою провину і співпрацював зі слідством. Зокрема, його адвокати нагадували про особисті обставини його дитинства та можливі психічні розлади, які могли стати причиною такої девіантної поведінки. За рішенням суду у штаті Вашингтон у 2011 році його було засуджено до семи років позбавлення волі за усі злочини, які були скоєні у цьому штаті. Крім того, у результаті подальшого розслідування, цього разу вже з боку федеральної прокуратури, йому були висунуті нові звинувачення. За федеральні злочини, за вироком суду від 28 січня 2012 року він отримав ще шість з половиною років ув'язнення. За даними інформаційних агентств, після суду Гарріс-Мур заявив про бажання змінити своє життя, закінчити школу у тюрмі і можливо після звільнення зв'язати своє майбутнє з авіацією.

## Слава невловимого бандита
Пригоди Колтона Гарріса-Мора знайшли своє відображення у місцевій пресі, яка охрестила його «босоногим бандитом» через те, що на відео на місцях злочину було видно як підліток скоював свої крадіжки босоніж. Самому Колтону теж подобалося це прізвисько і він неодноразово підписував свої звернення до поліції як «босоногий бандит». Також у деяких магазинах він залишав намальовані крейдою сліди босої ноги як свою марку. Пригоди бандита-підлітка стали справжньою сенсацією у США: у соціальних мережах, таких як Facebook образ невловимого босоногого бандита набув справжнього культового статусу. Історії про його злочини показували по телебаченню, телекомпанія Фокс викупила права на екранізацію його пригод. За умовами судового позову Колтон Гарріс-Мур відмовився від прав на публікації його історії, усі прибутки від продажу авторських прав мають піти на відшкодування збитків завданих в результаті його кримінальної діяльності.